# Raymond Ducharme Morand
Pour les articles homonymes, voir Raymond Morand et Morand.
Raymond Ducharme Morand (30 janvier 1887-2 février 1952) est un homme politique canadien de l'Ontario. Il est député fédéral conservateur de la circonscription ontarienne d'Essex-Est de 1925 à 1926 et de 1930 à 1935. Il est ministre dans le cabinet du premier ministre Arthur Meighen.

## Biographie
Né à Windsor en Ontario, Morand est élu une première fois à la Chambre des communes du Canada lors de l'élection de 1925. Il intègre ensuite le cabinet à titre de ministre du Rétablissement des soldats à la vie civile et de ministre administrant le ministère de la Santé par intérim, ainsi que de ministre sans portefeuille dans l'éphémère gouvernement d'Arthur Meighen. Défait en 1926, il reprend la circonscription lors de l'élection de 1930. Il a alors la charge de Vice-président et président des Comités pléniers de la Chambre des communes en 1935. Défait à l'élection de 1935, il l'est à nouveau en 1940.